# Əliyar Ağayev
Əliyar Ağayev, noto anche con la traslitterazione anglosassone Aliyar Aghayev (Baku, 17 ottobre 1987), è un arbitro di calcio azero.

## Carriera
Ha debuttato in Premyer Liqası il 24 ottobre 2010, arbitrando il match tra MOİK Baku e Simurq. A livello internazionale ha esordito il 28 marzo 2013 dirigendo l'incontro valido per le qualificazioni all'Europeo Under-17 tra Germania ed Estonia. Il 24 luglio 2016 viene designato per dirigere la finale del Campionato europeo di calcio Under-19 2016 tra Francia e Italia.